# Cielito Lindo (film din 1957)
Cielito Lindo (titlul original: în spaniolă ¡Cielito Lindo!) este un film dramatic mexican, realizat în 1957 de regizorul Miguel M. Delgado, după romanul Mientras la muerte llega al scriitorului Miguel N. Lira, printre protagoniști fiind actorii Rosita Quintana, Luis Aguilar, Carlos López Moctezuma, Pedro Galindo.

## Conținut
Într-un oraș din Jalisco, după o luptă dificilă, armata federală a năvălit asupra revoluționarilor prinzându-l pe liderul lor Pedro, care este condamnat să fie împușcat a doua zi în zori împreună cu alți prizonieri. Cielito este o tânără frumoasă îndrăgostită de Pedro. Aflând că în zori tatăl și iubitul ei vor fi împușcați, atacă cu revoluționarii armata federală, reușind pe cei doi să îi elibereze.

## Distribuție
- Rosita Quintana – Cielito Lindo (Cer Senin)
- Luis Aguilar – Pedro Ferreira
- Carlos López Moctezuma – tatăl lui Cielito
- Pedro Galindo – Panchito
- Alfredo Varela
- Miguel Manzano
- Genaro de Alba
- Luis Aragón
- Amparo Arozamena
- Alfonso Torres
- Roberto Meyer
- Elodia Hernández
- José Muñoz
- Cecilia Leger
- Emilio Garibay
- Carlos Guarneros
  - cu participarea:
- Antonio Bibriesca
- Mariachi México
- Los Costeños
- Cuarteto América

## Melodii din film
- Cielito Lindo
- Jesusita en Chihuahua

interpretate de Quirino Mendoza
- Donde esta mi amor
- Toro bonito
- ¡Ay Amigo!

interpretate de Pedro Galindo
- La pajarera

interpretată de Castro Padilla y Ortega
- Tierra blanca

interpretată de Campo Donico
- La Adelita
- La Cucaracha
- La Valentina

din domeniul public